# عنف مدرسي
المقدمة

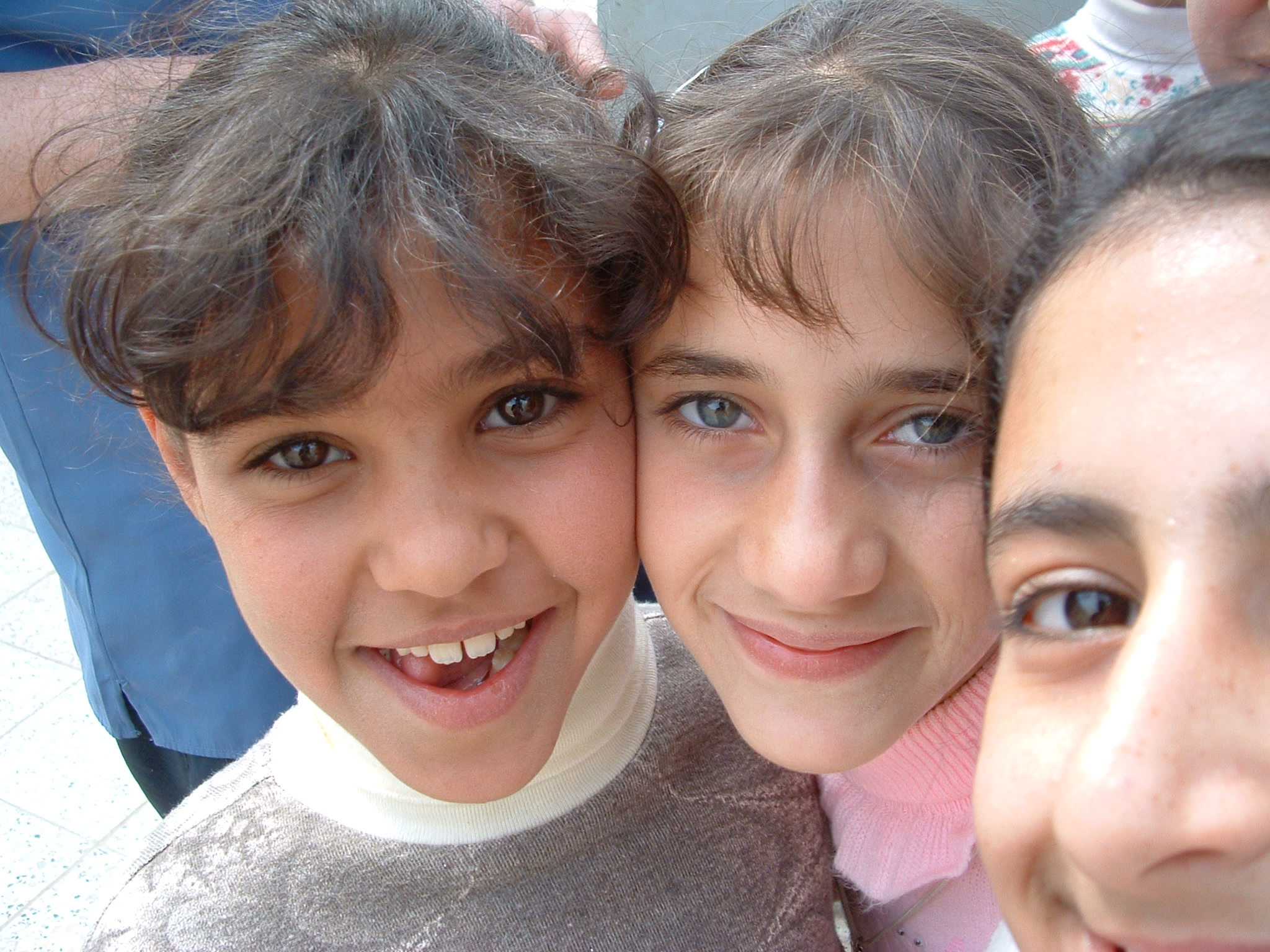

إن ظاهر ة العنف بشكل عام تعد من أكثر الظواهر التي تستدعي الاهتمام والبحث من مختلف المؤسسات، فهي قضية قديمة ومتجددة وشائكة وتحتاج إلى مزيد من البحث والتقصي. والملاحظ في الآونة الأخيرة انتشار ظاهر ة العنف المدرسي وخاصة تعدد أشكاله وأساليبه، وأصبح مشكلة عامة تشغل الرأي العام لاسيما وأن جل المؤسسات التعليمية أصبحت تعاني من ارتفاع منسوب هذه الظاهرة التي مست العديد من المستويات والمراحل التعليمية
مفهوم العنف
يرى طه عبد العظيم حسين  أن العنف هو تهديد أو استخدام القوة عن قصد وعمد بهدف احداث الاذى و الضرر الجسمي و النفسي للشخص الآخر.
مفهوم العنف المدرسي
يعرف العنف المدرسي بأنه: " اعتداء على الآداب العامة و النظم الداخلية المعمول بها داخل المؤسسة التربوية من خلال اثبات سلوك غيرمقبول اجتماعيا داخل الوسط المدرسي".
كما يعرف أيض بأنه: " سلوك أو فعل يصدر عن طرف قد يكون فردا أو جماعة يحدث أضرارا جسدية أو معنوية و نفسية و يكون باللسان أو بالجسد أو بواسطة أداة. و العنف دليل عدم اتزان، سواء نتج عن الإثارة أو الاستفزاز أو التسرع أو ضعف قوة الحجة، و هو رد فعل غير سوي له عواقب جسدية و نفسية شديدة على المعنف".
أشكال العنف المدرسي
و يشمل العنف المدرسى العنف البدنى (الجسدي)، بما في ذلك الشجار بين الطلاب والعقاب البدنى ; والعنف اللفظى; والعنف الجنسى بما في ذلك الاغتصاب والمضايقة الجنسية ;و أشكال كثيرة من التنمر، بما في ذلك التنمر الالكتروني; وحمل السلاح الأبيض في المدرسة، ومن المعتقد على نطاق واسع أنه أصبح مشكلة خطيرة في العقود الأخيرة في العديد من البلدان، وخاصة عندما يتعلق الامر بأسلحة مثل البنادق أو السكاكين. ويشمل العنف بين طلاب المدارس كما يشمل الاعتداءات البدنية للطلاب على موظفى المدرسة.
```
العنف المدرسي فقد يكون عنفا بين الأستاذ والتلميذ أو بين التلميذ والتلميذ أو بين هذا الأخير والجهاز الإداري أو بين التلميذ والمؤسسة باعتبارها كبناية وتجهيزات ممكن أن تتعرض للعنف، بعض الممارسات والضغوط المادية والمعنوية التي يتعرض لها التلميذ ومنها:
[
5
]
```

### العنف الجسدي
العنف الجسدي هو استخدام القوة العضلية على أعضاء الجسم بشكل متعمد اتجاه التلاميذ من أجل إيذائهم وإلحاق أضرار جسمية بهم كوسيلة عقاب غير شرعية مما يؤدي إلى أضرار نفسية وفيزيائية لهم، كما أنه قد يعرض حياة الآخرين للخطر، ومن الأمثلة على العنف الجسدي: الضرب بالأيدي أو الأدوات، اللطم، الرفس أو الركل بالأرجل، الدفع، الخنق، الحرق أو الكي بالنار. و كذلك
العنف اللفظي:
و هو كل ما يثير انفعال  السامع من أقوال سواء كانت موجهة إليه عن قصد أو بغير قصد مثل التفوه بكلام بذيء أو القيام  بحركات و إشارات  لا أخلاقية.

### العنف التواصلي
يقصد بالعنف التواصلي: التأثيرات السلبية التي يتعرض لها التلميذ أثناء الفعل التعليمي وأثناء تواصله داخل الفصل مع التلاميذ أو مع الأستاذ داخل المؤسسات التعليمية فالغالب على طرق التدريس التقليدية في العالم غياب الحوار بين العناصر المكونة للمنظومة التعليمية، إذ يصبح اللاحوار عنف تواصلي يعني أن التلميذ لا يستطيع التعبير عن أفكاره وأطروحاته وتصوراته مما يجعل من الصعب عليه تقبل الآخر (الأستاذ أو الإدارة) مما يزيد في تفشي هذا السلوك داخل الفصل الدراسي هو ضيق الوقت وكذلك الكم على مستوى المناهج والمقررات الدراسية.

### التحرش الجنسي
التحرش الجنسي هو الذي يتعرض له التلميذ من تغرير ومحاولة خدش حياءه ومنه:
- كشف الأعضاء التناسلية
- إزالة الملابس والثياب عن التلميذ
- ملامسة أو ملاطفة جنسية
- التلصص على التلميذ
- تعريضه لصور جنسية أو أفلام
- أعمال مشينة غير أخلاقية كإجباره على التلفظ بألفاظ جنسية
- اغتصاب

## العنف المدرسي ضد المدرس
أشكال العنف المدرسي ضد الأستاذ أو الهيئة الإدارية:
- كلام بذيء اتجاه الأساتذة من طرف التلاميذ
- ضرب
- نبز بالألقاب
- تهديد
- تخويف

أسباب ظاهرة العنف المدرسي
إن  العنف المدرسي هو سلوك تتداخل فيه الأسباب و الجذور، أسباب من داخل المؤسسة التعليمية ذاتها و أدواتها و رموزها، و أسباب آتية من المحيط الاجتماعي و الاقتصادي و السياسي و لو أنه يصعب القيام بفصل هذه الاسباب التي هي في تفاعل مستمر. 

## طابع عالمي للعنف في المدارس

### أستراليا
قال وزير التربية والتعليم في كوينزلاند في يوليو 2009 أن مستويات العنف في المدارس المرتفعة «غير مقبولة على الإطلاق» واعترف بأنه لم تبذل جهود كافية لمكافحة العنف. وفي العام 2008، فُصل 55000 طالبا في مدارس حكومية وكان قرابة الثلث منهم فصلوا بسبب «سوء السلوك الجسدي». أما في جنوب أستراليا، فقد سجل 175 اعتداء عنفيا على الطلاب أو الموظفين في عام 2008.
الجزائر
أمام ما توصلت إليه مختلف الدراسات العلمية من نتائج تؤكد جملة من الاثار السلبية الناتجة عن استخدام العنف على التلاميذ، تدخل المشرع الجزائري ليمنع نهائيا استخدام أي شكل من أشكال العنف على التلاميذ، وإذا كان هذا القانون وجد في بداياته صعوبة في التطبيق والتجسيد، نظرا لتعود المعلمين على العنف كوسيلة للضبط الصفي بل، واعتباره وسيلة ناجعة لتلقين مختلف المعارف، فهنا يكشف النقاب على مدى لجوء المعلمين اليوم للعنف ضد تلاميذهم بعد مرور أكثر من 20 سنة من صدور أول قرار يمنع نهائيا استخدام العنف.

### بلجيكا
أظهرت دراسة حديثة أن العنف الذي يتعرض له المعلمون في بلجيكا الفرنكوفونية كان من الأسباب الرئيسة لترك مهنة التدريس.

### بلغاريا
بعد «تقارير عديدة خلال العقد الماضي عن العنف في المدارس»، وضع وزير التربية والتعليم في عام 2009 قوانين أكثر صرامة لسلوك الطلاب، بما في ذلك ارتداء اللباس غير المناسب، والحضور في حالة سكر، وحمل الهواتف النقالة. وقرر إعطاء المعلمين صلاحيات جديدة لمعاقبة الطلاب المشاغبين.

### فرنسا
ادعى وزير التربية والتعليم الفرنسية في عام 2000 أن 39 مدرسة حكومية من أصل 75000 كانت «تعاني من العنف بدرجة خطيرة» و 300 مدرسة كانت «تعاني من العنف بعض الشيء».

### اليابان
أظهرت دراسة أجرتها وزارة التربية والتعليم أن الطلاب في المدارس الحكومية دخلوا في الرقم قياسي في حوادث العنف في 2007 حيث وصل عدد الحالات إلى 52، 756 حالة، أي بزيادة قدرها نحو 8000 عن العام الذي سبقه. وكان الضحايا فيما يقارب من 7000 من هذه الحوادث هم المعلمون.

### بولندا
استجابة لانتحار فتاة تعرضت لتحرش جنسي في المدرسة في عام 2006، أطلق وزير التربية والتعليم البولندية رومان جيرتيتش، خطة إصلاحية للمدارس «بلا تسامح». وبموجب هذه الخطة، فإن المعلمين يعدون قانونيا في منصب الخدمة المدنية، مما يجعل عقوبات جرائم العنف التي تقع عليهم أشد. ومدير المدرسة سيكون، من الناحية النظرية، قادرا على إرسال التلاميذ العدوانيين لأداء أعمال تتعلق بخدمة المجتمع، وقد يغرم آباء هؤلاء الطلاب أيضا. ويمكن أن يواجه المعلمون الذين لا يبلغون عن أعمال العنف في المدرسة عقوبة السجن.

## المجلس القومي للطفولة والأمومة
حذر المجلس القومي للطفولة والأمومة من تفاقم ظاهرة العنف المدرسي، مطالبًا بضرورة اتخاذ الإجراءات الكفيلة لمنع الضرب في المدارس، وذلك على خلفية تعرض الطفل أحمد سلطان عبد الله (10 سنوات)، بمحافظة أسيوط، لعنف أفضى إلى الموت.
وأعرب المجلس في بيان له، اليوم الخميس، عن أسفه وحزنه لوفاة الطفل، مؤكدًا أن خط نجدة الطفل 16000 بالمجلس يقوم حاليًا بالتدخلات اللازمة في مثل تلك الحالات والبلاغات بالاستعانة بأخصائي الجمعيات الأهلية الشريكة في محافظة أسيوط، لإجراء بحث حالة مع أسرة الطفل ومع إدارة المدرسة وجمع البيانات الكافية؛ تمهيدًا لمخاطبة النائب العام لإجراء التحقيقات اللازمة، ومتابعتها عبر محامي خط نجدة الطفل. وشدد على أن هذا الحادث يتنافى مع النصوص الواردة في قانون الطفل المصري رقم 126 لسنة 2008؛ حيث تنص المادة 7 مكرر (أ): «بأن يحظر تعريض الطفل عمدًا لأي إيذاء بدني أو ممارسة ضارة أو غير مشروعة»، كما أشارت المادة 53 بالباب الرابع الخاص بتعليم الطفل إلى ضرورة احترام الحقوق والحريات العامة للإنسان.وطالب المجلس، بتدريب المدرسين وتعريفهم يقانون الطفل المصري ومبادئ حقوق الطفل؛ وأولها حق الطفل في البقاء والنماء والحماية والمشاركة وبدائل الضرب، خلال العملية التعليمية وأساليب التربية والتنشئة السليمة في المدرسة، لكى تصبح المدرسة جاذبة للأطفال، بما يضمن عدم التسرب من التعليم وتحقيق جودة التعليم المنشودة في مصر ما بعد الثورة. وأشار المجلس إلى أن خط نجدة الطفل المجاني 16000 كشف عن ارتفاع نسبة بلاغات العنف المدرسي في المرحلة الابتدائية إلى 67% من إجمالي بلاغات العنف المدرسي، الواردة على الخط هي 5331، في الفترة من 2005 -2011.

## رصد لبعض الحالات منذ بدء العام الدراسي في جميع المحافظات
شهد العام الدراسي الحالي منذ بداياته عددا مفجعا ومقلقا من وقائع العنف داخل المدارس، ووفقا لتقرير حقوقي التابع للشبكة العربية لحقوق الإنسان الذي رصد ظاهرة العنف في المدارس فقد وصل عدد حالات الانتحار منذ بداية العام الدراسي6 حالات و13 حالة طعن بالمطواة و33 حالة عنف من المدرسين والمديرين ضد التلاميذ و15 حالة عنف من أولياء الامور ضد المدرسين والمديرين والنظار و7 حالات تعد من الطلاب علي مدرسيهم و5 حالات عنف من أولياء الأمور ضد زملاء أبنائهم.
ومن حلقات مسلسل العنف بالمدارس اقتحام جزار و20 شحصا من أقاربه مد رسة تل البلد الابتدائية في التل الكبير بالاسماعيلية وتعدوا بالضرب علي مديرة المدرسة وعدد من المدرسين بسبب شائعة وفاة ابنته الطالبة بالصف الأول الابتدائي بالمدرسة، وهو لم يحدث. وفي الإسكندرية لقي طالب بمدرسة مبارك الثانوية مصرعه أثناء مشاجرة مع زميله بسبب الخلاف علي معاكسة الفتيات. وفي الغربية اقتحم عامل ونجلاه مدرسة محلة مرحوم الابتدائية وتعدوا بالضرب علي ناظر المدرسة بحجة تعدي أحد المدرسين علي نجلته، وتظاهر200 طالب بمدرسة تفهنا العزب الاعدادية للمطالبة بإقالة وكيل وزارة التربية والتعليم بالمحافظة احتجاجا علي وفاة زميلهم بسكتة قلبية علي أبواب المدرسة نتيجة لتعرضه للإجهاد يوميا.

## تقرير حقوقي يرصد ارتفاع حالات العنف بالمدارس
نشر في الشروق الجديد يوم 19 - 10 - 2010
كشف تقرير حقوقي صدر حديثا عن وجود 14 ضحية في الشهر الأول من الدراسة هذا العام، بالإضافة إلى تزايد حالات العنف في المدارس وتعدد أشكالها بشكل لافت.
ورصد التقرير الذي أعده المركز المصري لحقوق الإنسان، وجود 14 ضحية، و6 حالات انتحار، و13 حالة طعن بالمطواة، و33 حالة عنف من المدرسين والمديرين ضد التلاميذ، و15 حالة عنف من أولياء الأمور ضد المدرسين والمديرين والنظار، و7 حالات تعدى من الطلاب على مدرسيهم، و5 حالات عنف من أولياء أمور ضد زملاء أبناءهم، و7 حالات عنف وقتل طلاب ضد زملائهم. وأشار التقرير إلى تعدد أنواع العنف سواء من المدرسين ضد الطلاب، أو ضد المديرين، أو من الطلاب نفسهم ضد المدرسين، أو من أولياء أمورهم ضد المدرسين، ونبه التقرير إلى نوع جديد من العنف وهو الموجه من أولياء الأمور ضد زملاء أبنائهم في الدراسة.
وأكد واضعوا التقرير أنهم اعتمدوا على الأخبار التي تنشرها الصحف المصرية سواء القومية أو الخاصة، بجانب بعض المواقع الخبرية الإلكترونية.

## الأمانة العامة لمجلس الوزراء تبحث مع التربية وحقوق الإنسان ظاهرة العنف المدرسي
بحث مدير عام دائرة المتابعة والتنسيق رياض فاضل مع ممثلين عن وزارتي التربية وحقوق الإنسان ظاهرة العنف المدرسي، وآليات انهائها تدريجيا.
واكد المجتمعون على ضرورة الالتزام بالدستور واتفاقية حقوق الطفل الدولية التي وقع عليها العراق في وقت سابق، وتعديل قانون العقوبات لسنة 1969 في المادة 41 التي لا تمنع الضرب المتوسط التأديبي. كما خرج المجتمعون بتوصيات تنص على توجيه اعمام لوزارة التربية ينص على الضبط الإيجابي بدلا من العنف ضد التلاميذ، وتفعيل دور حقوق الإنسان في تنظيم زيارات ميدانية للمدارس الابتدائية لكشف اية حالات عنف محتملة، وتحويل المدارس إلى جاذبة للطلاب وليست طاردة، إضافة إلى إصدار اعمام مشترك من قبل وزارتي التربية وحقوق الإنسان تتضمن ارقام هواتف للشكاوى من اجل وضعها في لوحات الاعلانات المدرسية، ليتسنى للطلاب وذويهم الإبلاغ عن اية حالة ضرب أو عنف.
ودعا مدير عام دائرة المتابعة والتنسيق إلى مشاركة الاعلام في القضاء على الظاهرة، وصناعة «سبوتات» تلفزيونية لحد من العنف المدرسي.

## حلول ممكنة للحد من الظاهرة
1. تأهيل الكادر التعليمي، وتطوير مهاراته التربوية
2. تعديل المناهج الدراسية، وتهيئتها للاستيعاب.
3. توفير أخصائي نفسي وآخر اجتماعي في كل مدرسة للتخلص من مشاكل الطلاب الخاصة.
4. تعديل القانون التعليمي، أو استحداث بند فيه يقضي بضرورة تجريم العنف بكل أشكاله داخل الحرم المدرسي
5. رفد المدارس بالأدوات والأجهزة الخاصة بالجانب التطبيقي.
6. إيجاد صندوق تربوي يختص بدراسة حالات التلاميذ الأشد فقراً، وتقديم المساعدة المادية لهم .
7. حسن اختيار مدراء المدارس كجهة رقابية مباشرة على سير العملية التعليمية دون معوقات.
8. وجود رقابة مركزية تشرف على سير العملية التربوية بعيداً عن العنف .[11]

التوصيات:
1. إجراء دراسات أخرى على أثر العنف الممارس ضد التلميذ من قبل المعلم في دفعه لممارسة العنف، للإحاطة بجميع أبعاد الظاهرة . 
2. إعادة النظر في  نمط توظيف معلمي التعليم الابتدائي. 
3. إقامة دورات تكوينية لفائدة المعلمين الحاليين تتظمن اكتساب مهارات في الإدارة الصفية.
4. تزويد مدارس التعليم الابتدائي بمختصين نفسانيين واجتماعيين.
5. التقلل ما أمكن من التدخل في حياة الطفل، و عدم اذلاله و تخجيله و الحط من قيمته.
6. عدم تعويد الطفل على الحصول عل امتيازات بعد لجوءه إلى العنف أو الغضب أ التهديد، و إتاحة الفرصة له لكي يعبر عن انفعالاته و غضبه.
7. إشعارالطفل بالاهتمام به، و الإجابة المنطقية على أسئلته و استفساراته، دون المبالغة في تدليله أو القسوة عليه.
8.معاملة الأبناء على قدم المساواة دون التمييز بينهم، و محاولة ملء أوقات فراغهم بممارسة بعض الهوايات و الأنشطة المحببة إليهم بما في 
ذلك بعض الألعاب و إن اكتست طابعا عنيفا.
المراجع:
1. 1 2 3  د. شكري القبلي (2023). قراءة في تاريخ العنف المدرسي:  الأسباب و الحلول. ص. 1–15.
2. ↑  عبد العظيم حسين طه (2008). سيكولوجية العنف العائلي و المدرسي. الاسكندرية، مصر: دار الجامعة الجديدة.
3. ↑  وطفة علي، مصمودي زين الدين (2002). العنف في المدرسة و محيطها بين الأسباب و مدخل للوقاية. الجزائر: مجلة جامعة قسنطينة.
4. ↑  UNESCO. [ISBN 978-92-3-100197-0. "UNESCO (2017). School Violence and Bullying: Global Status Report (PDF). Paris, UNESCO. pp. 9, 110–111. ISBN 978-92-3-100197-0"]. Paris,. {{استشهاد بدورية محكمة}}: الاستشهاد بدورية محكمة يطلب |دورية محكمة= (مساعدة) وتحقق من قيمة |مسار= (مساعدة)صيانة الاستشهاد: علامات ترقيم زائدة (link)
5. ↑  العنف المدرسي  الحوار المتمدن، تاريخ الولوج 26 مارس 2012 نسخة محفوظة 05 مارس 2016 على موقع واي باك مشين.
6. 1 2  بن حرز الله مراد (7/8 ديسمبر 2011). فعاليات الملتقى الوطني حول دور التربية في الحد من ظاهرة العنف المدرسي "دور منع كل أشكال العنف في النظام التربوي الجزائري ضد التلاميذ في الحد من ظاهرة العنف المدرسي" (ط. الطبعة 4). جامعة الجزائر 2: مخبر الوقاية والارغنوميا. ص. 123–135. {{استشهاد بكتاب}}: تحقق من التاريخ في: |تاريخ= و|سنة= لا يطابق |تاريخ= (مساعدة)صيانة الاستشهاد: مكان (link)
7. 1 2 3  «قومي الطفولة» يحذر من تفاقم العنف المدرسي - بوابة الشروق نسخة محفوظة 2020-10-04 على موقع واي باك مشين.
8. 1 2  مصرس : رصد لبعض الحالات منذ بدء العام الدراسي في جميع المحافظات نسخة محفوظة 12 فبراير 2017 على موقع واي باك مشين.
9. 1 2  مصرس : تقرير حقوقي يرصد ارتفاع حالات العنف بالمدارس نسخة محفوظة 05 مارس 2016 على موقع واي باك مشين.
10. 1 2  الأمانة العامة لمجلس الوزراء تبحث مع التربية وحقوق الانسان ظاهرة العنف المدرسي نسخة محفوظة 12 فبراير 2017 على موقع واي باك مشين.
11. ↑  العنف المدرسي .. الأسباب والحلول نسخة محفوظة 05 يونيو 2017 على موقع واي باك مشين.
12. ↑  فنيش حنان، عريوة نسيمة (2017). واقع النظام التربوي الجزائري في ظل الإصلاحات الجديدة و علاقته بالعنف. جامعة تونس: مجلة الجامع  في الدراسات النفسية و العلوم التربوية. ج. العدد 5/ ج1. ص. 205–220.

## وصلات خارجية
- الولايات المتحدة مكتب إحصاءات العدالة. (2009).مؤشرات الجريمة المدرسة وسلامة 2009.
- مراكز السيطرة على الأمراض والوقاية. (2010)- فهم العنف في المدارس: صحيفة وقائع.
- مراكز السيطرة على الأمراض والوقاية. (2009). العنف لدى الشباب: الوطنية وإحصاءات الدولة بنظرة.
- شونفيلد I.S. (2006). العنف المدرسي. في خلفا كيلووي، ج. بارلينج، وج. ج. هاريل، الابن (eds.). دليل للعنف في مكان العمل (الصفحتان & nbsp; 169–229). ألف أوكس، كاليفورنيا، الولايات المتحدة الأمريكية: منشورات حكيم.